# ボーヤイ (小惑星)
ボーヤイ (1441 Bolyai) は小惑星帯に位置する小惑星。1937年11月26日、ハンガリーの天文学者クリン・ジェルジュがブダペストで発見した。
名前はハンガリー領トランシルヴァニア（現ルーマニア領）生まれのセーケイ人（ハンガリー人）数学者、ボーヤイ・ファルカシュに因んで命名された。